# Paul Weigel

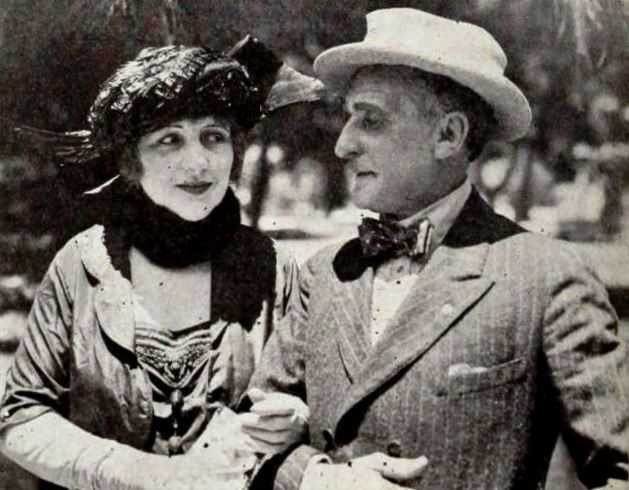
Paul Weigel mit Lila Leslie (1921)

Paul Weigel (* 18. Februar 1867 in Halle an der Saale; † 25. Mai 1951 in Los Angeles, Kalifornien) war ein deutschamerikanischer Theater- und Filmschauspieler.

## Leben und Karriere
Paul Weigel stammte gebürtig aus Halle und wuchs im Deutschen Kaiserreich auf. Im Erwachsenenalter zog er in die Vereinigten Staaten, wo er zunächst als Komiker in Vaudeville-Shows auftrat. Im Jahre 1916, als er bereits fast 50 Jahre alt war, machte er sein Filmdebüt in Hollywood. Insbesondere während der 1920er-Jahre konnte er als Darsteller von komischen und väterlichen Nebenrollen Erfolge verzeichnen. Der Wechsel vom Stummfilm zum Tonfilm Ende der 1920er-Jahre gelang Weigel trotz seines deutschen Akzentes, er blieb beschäftigt, musste aber nun zumeist auf kleinere Rollen ausweichen. 1931 spielte er in einigen deutschsprachigen Versionenfilmen, die in Hollywood für das deutsche Kinopublikum gedreht wurden. Nachdem diese Methode weitestgehend abgesetzt wurde, war er auch vereinzelt als Synchronsprecher aktiv. Seine heute wohl bekanntesten Rollen verkörperte Weigel als optimistischer Philanthrop Brother Paul in der Stummfilm-Komödie Um Himmels willen (1926) an der Seite von Harold Lloyd sowie als jüdischer Ghetto-Bewohner Herr Agar in Charlie Chaplins Filmklassiker Der große Diktator (1940).
Nach fast 130 Kinofilmen zog sich Paul Weigel 1945 aus dem Filmgeschäft zurück; er starb sechs Jahre später in Los Angeles mit 84 Jahren.

## Filmografie (Auswahl)
- 1916: The She-Devil (Kurzfilm)
- 1916: Naked Hearts
- 1917: Forbidden Paths
- 1920: Kismet
- 1923: Bluebeard’s Eighth Wife
- 1924: Der stumme Ankläger (The Silent Accuser)
- 1925: Die Geschiedene Frau (Déclassée)
- 1925: Ben Ali – Eine Geschichte aus dem Morgenlande (A Lover's Oath)
- 1925: Zwei Personen suchen einen Pastor (Excuse Me)
- 1926: Um Himmels willen (For Heaven's Sake)
- 1927: König der Könige (The King of Kings)
- 1928: Isle of Lost Men
- 1928: Zirkusleben (The Wagon Show)
- 1928: Wolkenkratzer (Skyscraper)
- 1929: Die Lady von der Straße (Lady of the Pavements)
- 1929: The Leatherneck
- 1931: Mordprozeß Mary Dugan
- 1931: Die Maske fällt
- 1931: Liebe auf Befehl
- 1931: The Miracle Woman
- 1931: Helden der Unterwelt (Bad Company)
- 1932: Der Mann, den sein Gewissen trieb (Broken Lullaby)
- 1932: Seitenwege des Lebens (Back Street)
- 1933: The Vampire Bat
- 1933: Hotel auf dem Ozean (Luxury Liner)
- 1933: Neighbors’ Wives
- 1934: Die Rothschilds (The House of Rothschild)
- 1934: Die schwarze Katze (The Black Cat)
- 1935: Das schwarze Zimmer (The Black Room)
- 1935: Tödliche Strahlen (The Invisible Ray)
- 1935: Luxusmädel (Lottery Lover)
- 1936: Louis Pasteur (The Story of Louis Pasteur)
- 1936: Draculas Tochter (Dracula’s Daughter)
- 1936: Ein rastloses Leben (Anthony Adverse)
- 1937: Maienzeit (Maytime)
- 1937: The Road Back
- 1937: Confession
- 1937: Hoheit flirtet (Thin Ice)
- 1938: Der große Walzer (The Great Waltz)
- 1939: Ninotschka (Ninotchka)
- 1940: Der große Diktator (The Great Dictator)
- 1940: Ein Mann mit Phantasie (A Dispatch from Reuter’s)
- 1941: I Wake Up Screaming
- 1942: Joan of Paris
- 1942: Reunion in France
- 1943: Gefährliche Flitterwochen (Above Suspicion)
- 1943: Happy Land
- 1944: The Hitler Gang
- 1944: The Hairy Ape
- 1945: Ein Baum wächst in Brooklyn (A Tree Grows in Brooklyn)
- 1945: Bewitched